# موقوفه وکیل الدوله
موقوفه حاج محمد حسن وکیل الدوله کرمانشاهانی این موقوفه از بزرگ‌ترین موقوفات عام غیر متصرفی غرب و شمال کشور می‌باشد که در سال ۱۲۶۸ هجری شمسی توسط حاج حاج محمد حسن وکیل الدوله وقف عام گردید این موقوفه در مناطق شهری و روستایی دارای رقبات گسترده‌ای می‌باشد که در مناطق میان دربند شامل اراضی ۷ روستا، منطقه برسیمین اسلام‌آباد غرب اراضی ۱۱ روستا، منطقه سرفیروزآباد اراضی ۱۳ روستا، منطقه ماهیدشت و شهر رباط ماهیدشت شامل شهر رباط و ۹ روستا سرای وکیل الدوله مربوط به دوره قاجار است و در کرمانشاه، خیابان مدرس، راسته بازار کرمانشاه واقع شده و این اثر در تاریخ ۱۲ دی ۱۳۸۶ با شمارهٔ ثبت ۲۰۴۹۱ به‌عنوان یکی از آثار ملی ایران به ثبت رسیده است.

## سرای وکیل الدوله
شامل ۲۴۰ حجرهٔ تجاری چند سرا و تیمچه و بارانداز در مرکز شهر کرمانشاه متمرکز شده است.
سراها در مجموعه بازارهای سنتی قرار دارد و بازارها در کنار مساجد آدینه قرار گرفته و حمام و کاروان‌سرا نیز در کنار این مجموعه قرار می‌گرفته است و دارای معماری زیبایی است. معمار این سرا در عین حال خط آسمان و خط افق ویژه را ترسیم کرده و در بخش جنوبی قرار گرفته است. در حجم اصلی سرای وکیل‌الدوله ابتدا حیاط و بعد سایر جزئیات بنا دیده می‌شود که در این بنا حجم‌ها پیچیده از ترکیب و تجزیه حجم‌ها ساده به‌وجود آمده و سازمان حجمی بنا از سازمان کلی فضا تبعیت می‌کند.

## [۹]وکیل‌الدوله
وکیل الدوله از رجال دوره قاجار و نماینده سیاسی دولت انگلیس در غرب کشور یعنی استان کرمانشاه انتخاب شد. أیشان ۱۲ سال این سمت را بر عهده داشت. پس از او هم پسرش که به وی وکیل الدوله دوم (عبدالرحیم) می‌گفتند، به عنوان نمایندهٔ بریتانیا در کرمانشاه انتخاب شد که ۱۱ سال این سمت را عهده‌دار بود.
در حال حاضر محمد رضا پالیزی فرزند "عطالله پالیزی فرزند حاج عبدالرحیم وکیل الدوله (همگی متولیان اسبق)" منولی موقوفه می‌باشد نامبرده از نوادگان واقف اصلی متولی منصوص موقوفه است